# 41e cérémonie des Golden Horse Film Festival and Awards
La 41e cérémonie des Golden Horse Film Festival a eu lieu le 25 novembre 2004.

## Meilleur film
Récompensé : Kekexili de Lu Chuan.
Autres nommés :
- 2046 de Wong Kar-wai ;
- Breaking News de Johnnie To ;
- The Moon also Rises de Lin Cheng-sheng ;
- One nite in Mongkok de Derek Yee.

## Meilleur réalisateur
Récompensé : Johnnie To pour Breaking News.
Autres nommés :
- Fruit Chan pour Nouvelle Cuisine (Dumplings) ;
- Derek Yee pour One nite in Mongkok ;
- Lu Chuan pour Kekexili.

## Meilleur acteur
Récompensé : Andy Lau pour Infernal Affairs III.
Autres nommés :
- Jacky Cheung pour Golden Chicken 2 ;
- Tony Leung Chiu-wai pour 2046 ;
- Duobuji pour Kekexili.

## Meilleure actrice
Récompensée : Yang Kuei-Mei pour The Moon also Rises.
Autres nommées :
- Zhang Ziyi pour 2046 ;
- Sylvia Chang pour Rice Rhapsody ;
- Jiyuan Wang pour Autumn of Blue.

## Meilleur acteur dans un second rôle
Récompensé : Daniel Wu pour New Police Story.
Autres nommés :
- Eric Kot pour A-1 Headline ;
- Tony Leung Ka-fai pour A-1 Headline ;
- Cheung Siu-fai pour Throw Down.

## Meilleure actrice dans un second rôle
Récompensée : Bai Ling pour Nouvelle Cuisine (Dumplings).
Autres nommés :
- Kate Yeung pour 20 30 40 ;
- Lee Sinje pour 20 30 40 ;
- Eugenia Yuan pour The Eye 2.

## Meilleur espoir
Récompensés : Yang Yu-Jung pour Formula 17 et Hong Hao-Xuan pour Bear Hug.
Autres nommés :
- Tian Yuan pour Butterfly ;
- James Chen pour Splendid Float.

## Meilleur scénario original
Récompensés : Yau Nai-hoi, Yip Tin Shing et Au Kin-yee pour Throw Down.
Autres nommés :
- Cheng Wen-tang et Cheng Jing-fen pour Passage ;
- Lu Chuan Kekexili ;
- Huang Liming et Wang Shaudi pour Bear Hug.

## Meilleur scénario adapté
Récompensé : Lin Cheng Sheng pour The Moon also Rises.
Autres nommés :
- Lee Chi Ngai pour Magic Kitchen ;
- Yan Yan Mak pour Butterfly.

## Meilleure photographie
Récompensé : Cao Yu pour Kekexili.
Autres nommés :
- Christopher Doyle, Lai Yiu Fai et Kwan Pun Leung pour 2046 ;
- Yang Wae Hang et Shong Woon Chong pour The Moon also Rises ;
- Keung Kwok Man pour One nite in Mongkok.

## Meilleurs effets visuels
Récompensés : Victor Wong et Brian Ho pour New Police Story.
Autres nommés :
- Stephen Ma pour Running on Karma ;
- Stephen Ma pour Breaking News ;
- Shiao Li Shiou et Sheng Ko Shian pour Lamb.

## Meilleurs décors
Récompensés : William Chang et Yau Wai Ming pour 2046.
Autres nommés :
- Wong Ching Ching, Choo Sung Pong et Oliver Wong pour New Police Story ;
- Dong-Lu Huong et Chuong-Ren Huong pour Splendid Float ;
- Lin Cheng-sheng pour The Moon also Rises.

## Meilleurs costumes et maquillages
Récompensés : Jean Chen, Wei-Joung Lai pour Splendid Float.
Autres nommés :
- William Chang et Yau Wai Ming pour 2046 ;
- Stephanie Wong pour Running on Karma ;
- Yee Chung-Man et Dora Ng pour Nouvelle Cuisine (Dumplings).

## Meilleure chorégraphie des combats
- Récompensés : Lee Chung Chi et la JC Stunt Team pour New Police Story.

Autres nommés :
- Yuen Bun pour Running on Karma ;
- Yuen Bun pour Breaking News ;
- Chin Ka-lok pour One nite in Mongkok.

## Meilleure musique originale
Récompensés : Shigeru Umebayashi et Peer Raben pour 2046.
Autres nommés :
- George Chen, Jeng-Yu Chang et Yu-Wei Chang pour Splendid Float ;
- Kawasaki Masahiro pour Rice Rhapsody ;
- Lim Giong pour The World.

## Meilleur montage
Récompensé : David Richardson pour Breaking News.
Autres nommés :
- Yau Chi Wai pour New Police Story ;
- TIN Sam-Fat et CHAN Ki-Hop pour Nouvelle Cuisine (Dumplings) ;
- Chen,Bo-Wen et Liu,Chun-hsiu pour Stone Dream.

## Meilleurs effets sonores
Récompensé : Cao Yuan-Fong pour The Passage.
Autres nommés :
- Kinson Tsang pour New Police Story ;
- Tu Du-Chih pour 2046 ;
- Tu Du-Chih pour Sacrificial Victimes.

## Meilleur documentaire
Récompensé : Chronicle of Sea Nan-Fan-Ao de Hsiang-Hsiu Lee.
Autres nommés :
- Stone Dream de Hu, Tai-Li ;
- Shihkang Story de Ku Hsiu-Fei.

## Meilleur court métrage
Récompensé : The Magical Washmachine de Lee Yun Chan.
Autres nommés :
- Lamb de Studio Apeman ;
- Stars by the Window de Chiu Li-Wei.

## Meilleur film d'animation
Récompensé : McDull, Prince de la Bun  (Bliss Pictures LTD).
Autre nommé :
- The Butterfly Lover (Central Motion Picture Corporation).

## Meilleur film taiwanais de l'année
Récompensé : Splendid Float de Chou Zero.

## Meilleur réalisateur taiwanais de l'année
Récompensé : Chen Po Wen.